# Zulukrieg
Isandhlwana – Nyezane – Rorke’s Drift – Ntombe – Hlobane – Kambula – Gingindlovu – Ulundi
Der Zulukrieg (englisch Anglo-Zulu War) von 1879 war ein unerklärter Krieg zwischen dem Volk der Zulu in Südafrika und dem britischen Empire. Nach anfänglichen Erfolgen der Zulu, vor allem in der Schlacht bei Isandhlwana, waren die Briten in der Schlacht bei Ulundi letztlich siegreich. Durch die Niederlage der Zulu verlor das Königreich Zululand seine Souveränität.

## Vorgeschichte

### Aufstieg der Zulu
Die Zulu sind ein in der heutigen südafrikanischen Provinz KwaZulu-Natal ansässiges Bantu-Volk. Anfang des 19. Jahrhunderts errichteten die Zulu unter König Shaka durch Unterwerfung ihrer Nachbarstämme und die Einführung eines zentralistischen Militärsystems ein mächtiges Königreich zwischen den Flüssen Tugela und Pongola. Dieses konnte sich auch gegen burische Angriffe während des „Großen Trecks“ behaupten.
1852 gewährte der Zulukönig Mpande burischen Farmern Siedlungsrechte in den Gebieten südlich des Pongola und östlich des Blood River. Sie gründeten daraufhin die Republik von Utrecht. Während die Zulu das Gebiet weiterhin als Teil Zululands ansahen, betrachteten die Buren sich als unabhängig. Dies wurde von den Zulu nie anerkannt und die Siedler lebten mit der ständigen Sorge vor Angriffen der Zulu. Dieser Konflikt schwelte auch weiter, als die Republik, die inzwischen Teil der burischen Südafrikanischen Republik geworden war, mit der Annexion letzterer durch Großbritannien unter britische Herrschaft geriet.

### Britische Expansion

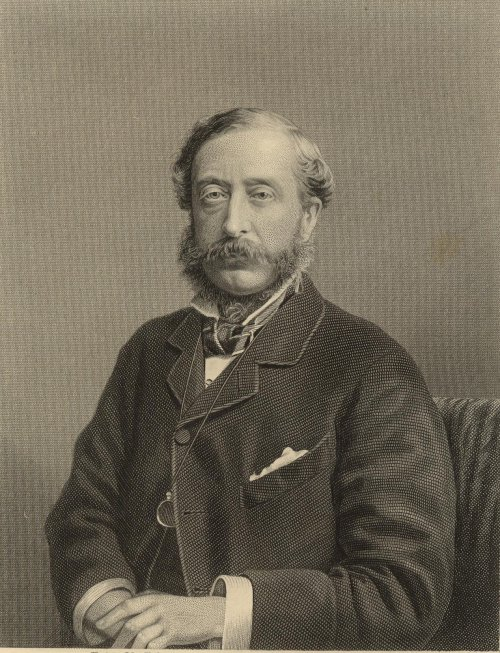
Henry Herbert, 4th Earl of Carnarvon

1867 wurde unter dem britischen Kolonialminister Lord Carnarvon der British North America Act von 1867 verabschiedet, der den britischen Kolonien in Kanada eine Verfassung und eine gewisse Eigenständigkeit gegenüber Großbritannien gewährte. Carnarvon wollte in Südafrika in ähnlicher Weise verfahren. So erhielt die Kapkolonie bereits 1872 innere Autonomie. Um diesen Plan zu realisieren, entsandte er Henry Bartle Frere als Hochkommissar nach Südafrika. Ein großes Hindernis für das Vorhaben stellte die Existenz zweier unabhängiger Nachbarstaaten dar: der Südafrikanischen Republik und des Königreiches Zululand. Hinzu kam, dass Zululand unter seinem König Cetshwayo über eine große und gut organisierte Armee verfügte und die Briten Zulu-Angriffe auf ihre Kolonie Natal befürchteten. Nach der Annexion Natals 1843 und der Südafrikanischen Republik 1877 durch das britische Empire war Zululand nun fast vollständig von britisch beherrschtem Gebiet umschlossen.

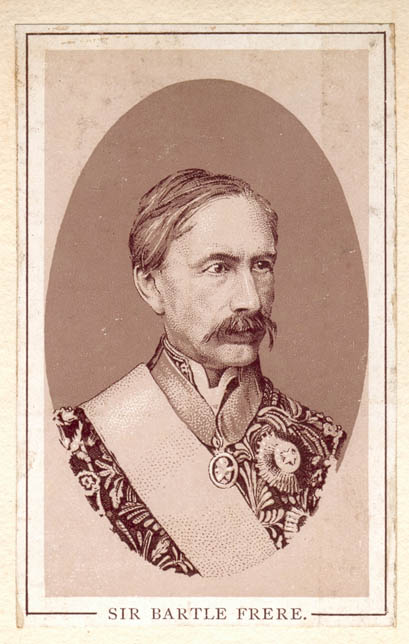
Henry Bartle Frere

1878 setzte Sir Henry Bulwer, der Gouverneur von Natal, eine Grenzkommission zur Klärung der Grenzfrage zwischen der annektierten Südafrikanischen Republik (jetzt Transvaal genannt) und Zululand (disputed territory) ein. Sie entschied in fast allen Punkten zu Gunsten der Zulu. Frere, der das Ergebnis als „einseitig und unfair den Buren gegenüber“ ansah (besagte Buren waren durch die Annexion der Südafrikanischen Republik britische Untertanen geworden), verfügte, dass burische Ansiedlungen im umstrittenen Gebiet beschützt werden sollten. Cetshwayo wurden eine starrköpfige Haltung und die Duldung von Grenzverletzungen in Transvaal und Natal vorgeworfen.
Frere sah den Krieg mit den Zulu als einen unabdingbaren Schritt auf dem Weg zu einer Konföderation und wurde darin von Lord Carnarvon unterstützt. Seine Kriegspläne gerieten jedoch in Gefahr, als Michael Hicks Beach 1878 Carnarvon als Kolonialminister ablöste. Hicks Beach bevorzugte eine Verhandlungslösung des Zulu-Konfliktes – dies umso mehr, als die britische Armee zu dieser Zeit bereits im Zweiten Anglo-Afghanischen Krieg stark engagiert war (siehe auch The Great Game). Das britische Kolonialministerium sah Afghanistan – und damit mittelbar Britisch-Indien – als wesentlich wichtigeren Schauplatz an als die afrikanische Provinz. Zudem erkannte Hicks-Beach, anders als Frere, die Ergebnisse der Grenzkommission an. Zwar war sich das Kolonialministerium der Tatsache bewusst, dass der Streit mit den Zulu irgendwann gelöst werden müsse, war aber 1878 nicht der Meinung, dass dies auf kriegerische Weise erfolgen müsse. As you will see from my dispatch, we entirely deprecate the idea of entering on a Zulu war in order to settle the Zulu question schrieb Hicks Beach noch im Dezember 1878 an Frere.

### Kriegsvorbereitungen

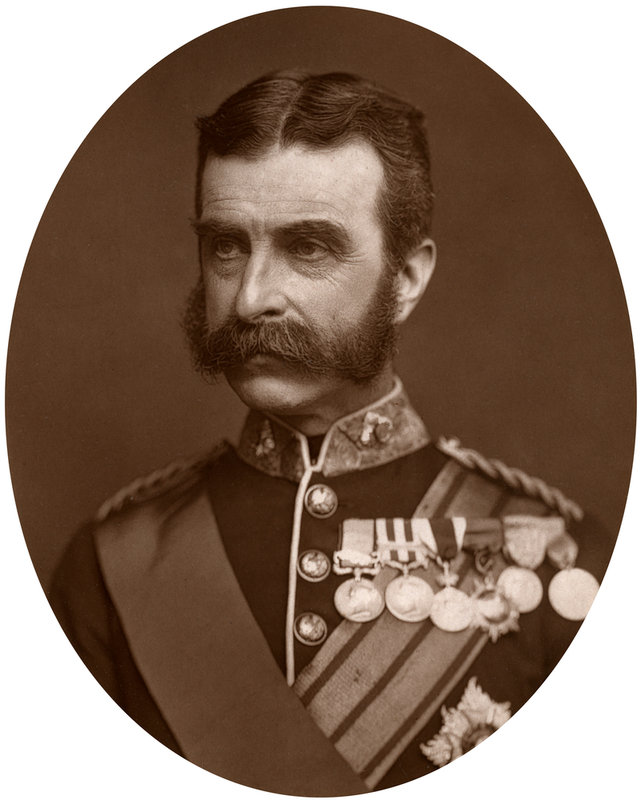
Frederic Augustus Thesiger, 2. Baron Chelmsford

Frere war indessen zum Krieg entschlossen. Dabei kamen ihm die langen Kommunikationswege mit dem Mutterland zugute. Briefe vom Kap nach London waren Wochen, wenn nicht Monate unterwegs. Das Schreiben erreichte Frere denn auch erst nach Ausbruch des Krieges. So konnte Frere die Regierung im Unklaren über die wahren Vorgänge lassen und die Vorbereitungen für seinen Angriff vorantreiben.
Unterstützt wurde er dabei von Generalleutnant Lord Chelmsford. Dieser war ab Februar 1878 militärischer Oberbefehlshaber und hatte im selben Jahr den Neunten Grenzkrieg mit den Xhosa erfolgreich beendet. Chelmsford hatte bereits im Krimkrieg und in Indien gedient. Da er aber die meiste Zeit als Stabsoffizier fungierte, verfügte er nur über wenig Erfahrung als Feldkommandant.
Frere verlegte jetzt alle verfügbaren Truppen nach Natal. Der Regierung gegenüber begründete er dies als defensive Maßnahme gegen eventuelle Zulu-Übergriffe. Am 11. November erhielt Chelmsford von Bulwer die Erlaubnis, 7.000 Afrikaner als Soldaten zu rekrutieren. Aufgestellt und kommandiert wurden diese Natal Native Contingent genannten Truppen von Anthony Durnford, der bereits Mitglied der Grenzkommission gewesen war.
Ende 1878 forderte Frere 550 Stück Vieh von Cetshwayo als Reparation für einen kleineren Grenzzwischenfall, bei dem zwei Zulu-Krieger zwei Mädchen aus Natal entführt hatten. Cetshwayo sandte jedoch nur 50 Pfund Sterling in Gold. Als ein Landvermesser der Kolonialbehörden und ein weißer Händler kurzzeitig in Zululand gefangen genommen wurden – beide kamen bereits nach einigen Stunden wieder frei –, forderte Frere weitere Entschädigungszahlungen. Cetshvayo wies diese Forderungen zurück.
Am 11. Dezember 1878 stellte Frere den Zulu ein Ultimatum. Darin wurden unter anderem die Einstellung von Überfällen auf britische Siedler, eine ungestörte Missionarstätigkeit, ein britischer Gesandter in Zululand und die Neuordnung der Zulu-Armee, deren Einsatz zudem von britischer Zustimmung abhängig sein sollte, gefordert.
Der Termin des Ultimatums war absichtlich so gewählt, dass sein Ablauf in die Erntezeit der Zulu fiel, da dann noch viele Krieger mit dem Einbringen des Getreides beschäftigt waren. Jedoch hatte es in jenem Jahr erst spät geregnet und das Getreide war noch nicht reif. Die Feiern zum Beginn der Erntezeit hatten allerdings bereits begonnen und so kam es, dass die Zulu-Regimenter sich schon voll mobilisiert in der Zulu-Hauptstadt Ulundi befanden, als die Invasion begann.

## Die Armeen

### Briten

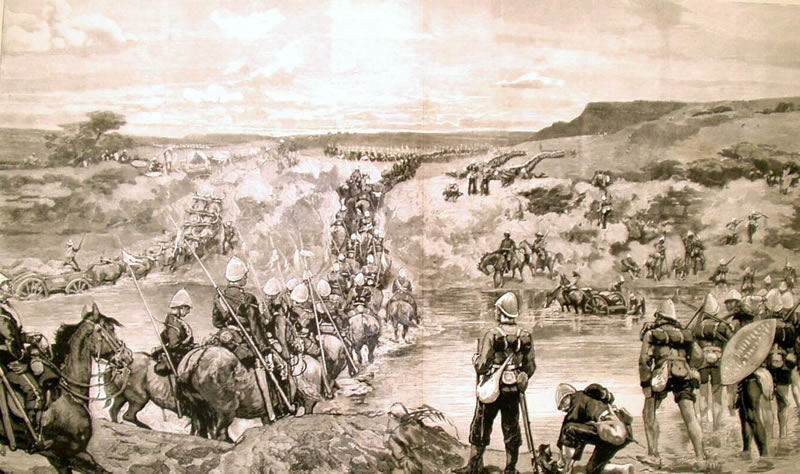
Britische Truppen auf dem Marsch

Die britische Armee bestand zunächst aus 11.300 Europäern (inklusive Nichtkombattanten) und 5.800 Afrikanern. Sie war in fünf Abteilungen organisiert, die in drei Kolonnen ins Zulugebiet eindrangen. Im Verlaufe des Feldzugs wurde die Armee umstrukturiert.
- Britische Armee (Generalleutnant Lord Chelmsford)
  - I. Abteilung – 4.750 Mann (Oberst Charles Pearson)
  - II. Abteilung – 3.871 Mann (Oberstleutnant Anthony Durnford)
  - III. Abteilung – 4.709 Mann (Oberst Richard Glynn)
  - IV. Abteilung – 1.656 Mann (Oberst Evelyn Wood)
  - V. Abteilung – 2.278 Mann (Oberst Hugh Rowlands)[4]

Eingeteilt waren die britischen Abteilungen in Bataillone zu je acht Kompanien. Die Kompaniestärken schwankten durch krankheitsbedingte Ausfälle zwischen 60 und 100 Mann. Die Infanterie trug rote Jacken, blaue Hosen und helle Tropenhelme, die häufig mit Tee oder Kaffee eingefärbt wurden. Die Standardinfanteriewaffe der Briten war das Martini-Henry-Gewehr (Kaliber .45). Die Artillerie war mit 7- und 9-Pfünder-Geschützen und einer Raketen-Batterie ausgestattet. Die V. Kolonne führte außerdem zwei Gatling-Repetiergeschütze mit. Zu Beginn des Feldzuges verfügte Chelmsford über keine reguläre britische Kavallerie. Für Aufklärungs- und Vorpostenaufgaben wurden daher freiwillige Siedler und Milizen aus Natal eingesetzt.

#### Afrikanische Hilfstruppen
Die afrikanischen Hilfstruppen der Briten wurden unter den Basotho und anderen Ethnien angeworben, die den Zulu gegenüber traditionell feindlich eingestellt waren (siehe Mfecane).
Aus ihnen wurde das Natal Native Contingent (NNC) gebildet. Der Aufbau des NNC war ähnlich dem der regulären britischen Armee. Jedes NNC-Regiment bestand aus zwei oder drei Bataillonen, die in zehn Kompanien zu je 100 Mann aufgeteilt waren. Dazu kamen neun weiße Unteroffiziere und ein weißer Offizier.
Das NNC war, ähnlich wie die Zulu, mit Schild und Speer, ausgerüstet; nur ungefähr jeder zehnte von ihnen war mit einem Gewehr ausgestattet. Hierbei spielte auch die Angst der weißen Bevölkerung Natals, Schwarze mit Schusswaffen auszurüsten, eine Rolle. Ihre einzige „Uniformierung“ bestand aus einem roten Stirnband. Dies führte im Verlauf des Feldzuges des Öfteren dazu, dass sie von den eigenen Truppen mit Zulu verwechselt und beschossen wurden.
Die Kavallerie des NNC waren die Natal Native Horse (NNH). Größtenteils aus Kriegern der Amangwane rekrutiert, bestanden die NNH aus fünf Schwadronen von jeweils 50 Mann. Die NNH waren wesentlich besser ausgerüstet als die afrikanische Infanterie. Jeder Reiter verfügte über eine sandfarbene Uniform, ein voll ausgerüstetes Pferd und – neben dem traditionellen Speer – über einen Karabiner. Die NNH wurden ebenfalls von weißen Offizieren geführt.
Bei Ausbruch des Krieges beabsichtigte der Kommandeur des NNC, Anthony Durnford, zunächst, die schwarzen Soldaten als Späher für die vordringenden Briten einzusetzen. Zum einen würde die äußere Ähnlichkeit mit den Zulu deren Aufklärer verwirren, zum anderen waren die athletischen Schwarzen an die klimatischen Gegebenheiten wesentlich besser angepasst als die langsamen und schwer beladenen britischen Soldaten. Lord Chelmsford lehnte dies jedoch ab und wies dem NNC nur niedere Arbeiten zu, da er kein Vertrauen in dessen Kampfkraft hatte.
Nach der Schlacht bei Isandhlwana zweifelten die britischen Kommandeure an der Loyalität der einheimischen Truppen, und das NNC wurde nur noch zur Bewachung der Grenze Natals eingesetzt. Nach dem Krieg wurde das NNC aufgelöst.
Eine Ausnahme stellten die Natal Native Horse dar. Die rund 200 NNH-Soldaten, die die Schlacht von Isandhlwana überlebt hatten, nahmen am Krieg bis zu dessen Ende teil. Nach dem Krieg wurden die NNH als Polizeitruppe im besetzten Zululand eingesetzt. Sie wurden erst während des Zweiten Burenkriegs aufgelöst.

### Zulu

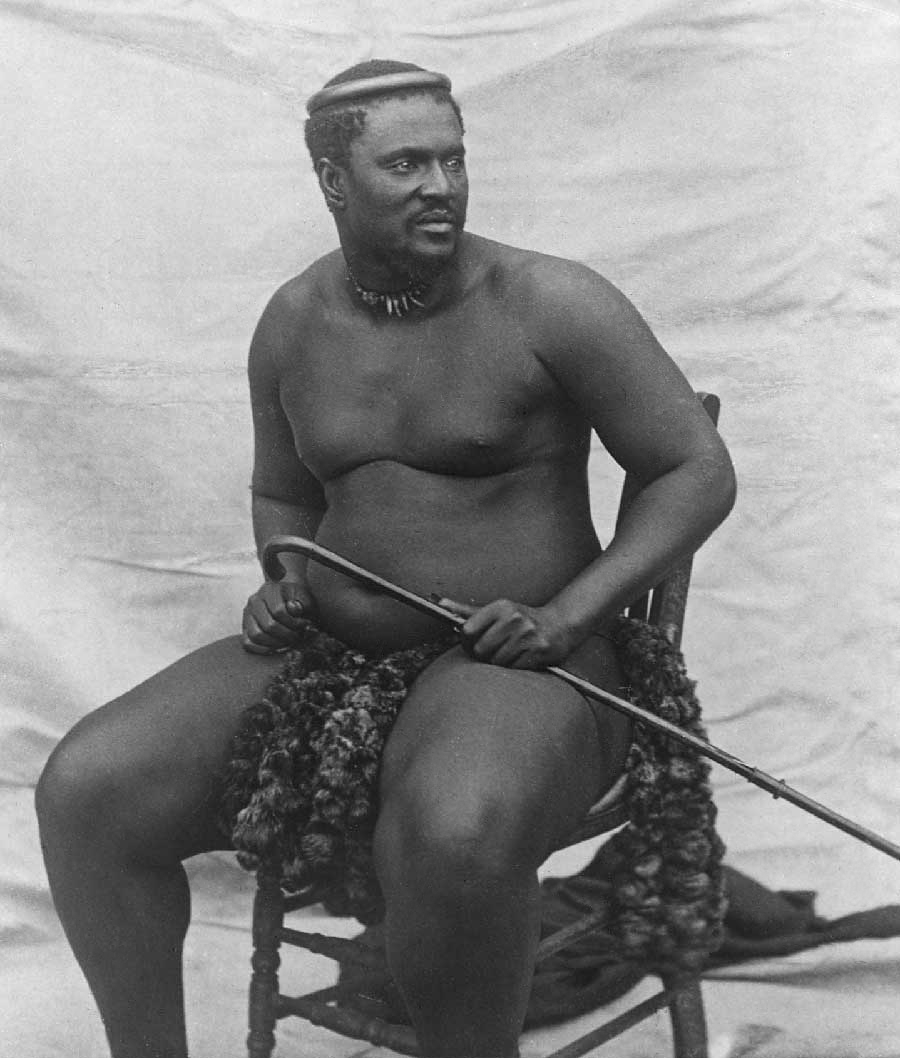
König Cetshwayo kaMpande

Die Zuluarmee war rund 40.000 Mann stark. Sie war in ca. 1.500 Mann starke Regimenter (amabutho; Singular: ibutho) gegliedert, die wiederum zu Korps zusammengefasst wurden. Es existierten aber auch amabutho, die bis zu 4.000 Mann stark waren. Jede selbstständige Gruppe von Kriegern wurde, unabhängig von ihrer Größe, impi genannt.
- Zuluarmee (Ntshingwayo kaMahole Khoza)
  - uNdi-Korps (Prinz Dabulamanzi kaMpande)
  - unabhängige ambabutho
  - uNodwengu-Korps[5]

Die Zulu kämpften in einer durch König Shaka eingeführten, „Büffelhorn“ (i’mpondo zankhomo) genannten, Taktik:
Die impi wurden dazu in drei Gruppen geteilt:
- die „Hörner“ (Izimpondo), die den Gegner umzingelten und festhielten. Sie wurden normalerweise von jüngeren und unerfahreneren Kriegern gebildet.
- der „Brustkorb“ (Isifuba) bildete die kampfstärkste Einheit und griff den Feind frontal an.
- die „Lenden“ bildeten die Reserve und wurden zur Verfolgung des besiegten Gegners eingesetzt. Sie bestanden meist aus Veteranen.

Zulukrieger waren mit einem großen Schild aus Kuhhaut (isihlangu) ausgerüstet. Dessen Farbe gab Aufschluss über die Regimentszugehörigkeit. Bewaffnet waren die Zulukrieger mit großen Kriegsspeeren (isijula, „Assegai“). Zu Beginn des Feldzuges waren nur wenige Zulukrieger mit Gewehren ausgerüstet. Es waren meist ältere Perkussionsgewehre oder Musketen. Die Waffen befanden sich meist auch noch in einem schlechten Zustand, da es in Zululand keine Möglichkeit gab, die Waffen zu warten. König Cetshwayo, der die Bedeutung der Feuerwaffen für den Krieg erkannte, hatte im November 1878 allerdings angeordnet, dass die Zuluschützen ihre Treffsicherheit trainieren sollten. Später wurden auch erbeutete moderne, britische Gewehre eingesetzt.
Durch ihre zahlenmäßige Stärke, ihre Moral, ihre Führung und ihre Beweglichkeit konnten die Zulu ihre waffentechnische Unterlegenheit teilweise wettmachen.

## Der 1. Feldzug (Januar bis März 1879)

### Der Angriffsplan

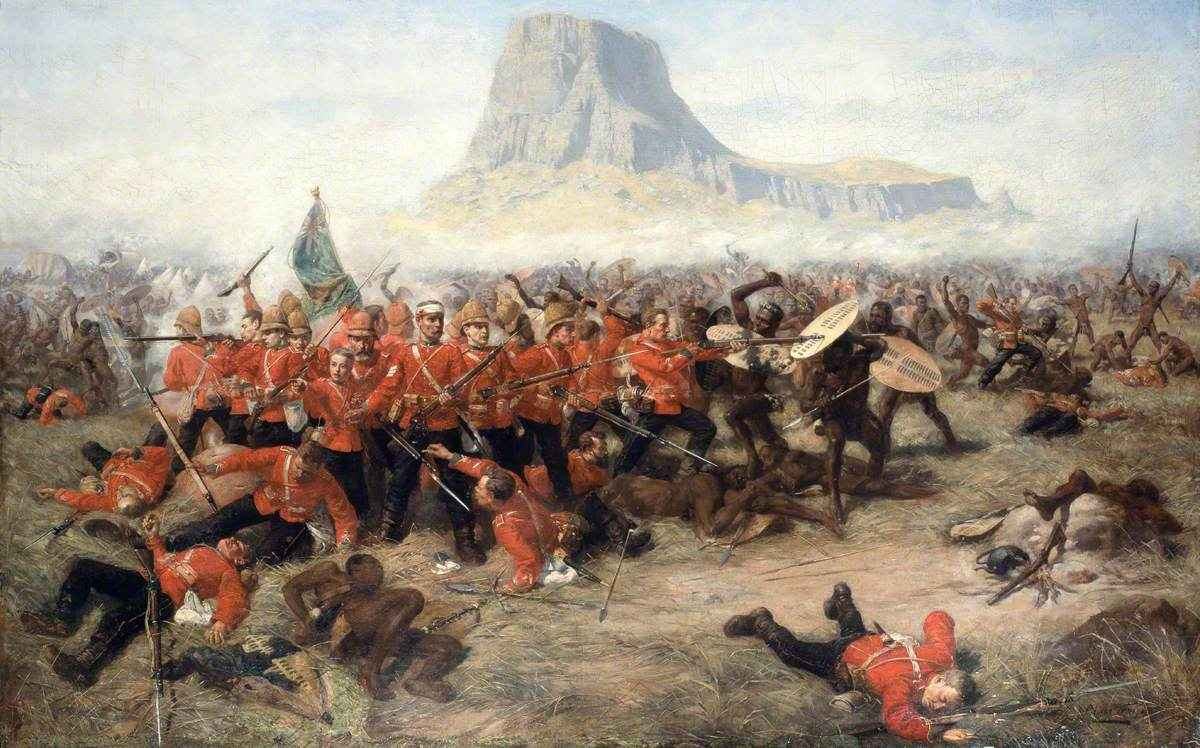
Charles Edwin Fripp: Die Schlacht von Isandhlwana

Nach Ablauf des für die Zulu inakzeptablen Ultimatums drangen britische Truppen unter Lord Chelmsford ab dem 11. Januar 1879 von Natal aus in Zululand ein. Chelmsfords ursprünglicher Plan sah vor, mit fünf Kolonnen in Zululand einzudringen. Auf Grund von Transportproblemen und der Notwendigkeit, Natal und Transvaal vor Zuluangriffen zu schützen, wurde er jedoch im Dezember 1878 dahingehend modifiziert, nur noch mit drei Kolonnen anzugreifen.
Die I. Abteilung unter Pearson sollte an der Lower Drift den Tugela überschreiten und dann zunächst entlang der Küste auf das 30 km nördlich gelegene Eshowe marschieren.
Die IV. Abteilung unter dem späteren Feldmarschall Evelyn Wood marschierte von Utrecht aus südöstlich, um bei Kambula die Grenze zu überschreiten.
Die stärkste III. Abteilung, nominell durch Oberst Glynn, tatsächlich aber durch Chelmsford selbst kommandiert, rückte von Helpmekaar über Rorke’s Drift nordöstlich vor.
Durnfords II. Abteilung war zur Unterstützung der I. vorgesehen, während die V. Abteilung unter Rowlands in defensiver Stellung am Pongola verblieb. Sie sollte Transvaal vor rebellischen Pedi schützen, ein Auge auf die unzufriedenen Buren haben und die offene linke Flanke der IV. Abteilung sichern. Oberstleutnant Redvers Buller, der spätere Oberbefehlshaber der Briten im Zweiten Burenkrieg, mit seinen ca. 200 Mann Kavallerie war zunächst der V. Abteilung zugeordnet. Unzufrieden mit deren Untätigkeit verließ er sie auf eigene Faust und schloss sich Woods IV. Abteilung an.
Zunächst wollte Chelmsford das Grenzgebiet nördlich des Tugela sichern, um Zulu-Überfälle auf Natal zu verhindern. Zu diesem Zweck wurde Durnfords II. Abteilung angewiesen, bei Rorke’s Drift den Tugela zu überschreiten und sich Glyns III. Abteilung anzuschließen. Alle drei Angriffskolonnen sollten danach auf Cetshwayos Hauptstadt Ulundi marschieren.

### Isandhlwana und Rorke’s Drift

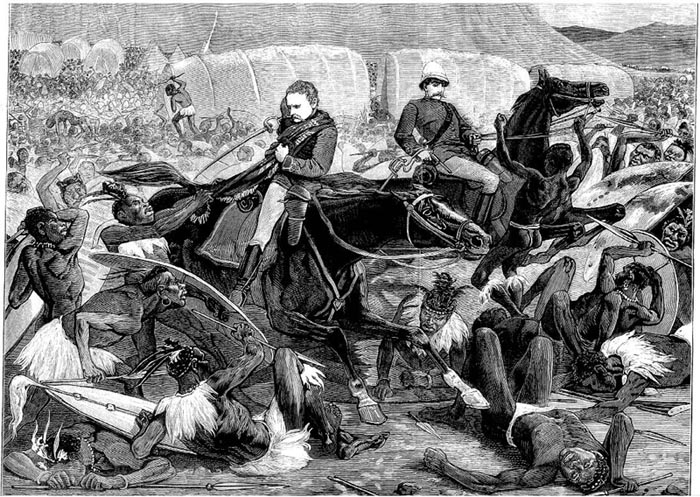
Die Schlacht bei Isandhlwana aus Illustrated London News

Bereits am 12. Januar 1879 kam es unweit der Tugela-Furt bei Rorke’s Drift zu zwei Zusammenstößen zwischen Aufklärungstrupps der III. Abteilung und 200–300 Zulu, die einen verlassenen Kraal bewachten. Diese Gefechte und das aggressive Vorrücken der III. Abteilung führten dazu, dass Cetshwayo sein Hauptaugenmerk auf diese Abteilung richtete. Die Hauptstreitmacht der Zulu marschierte deshalb am 17. Januar von oNdini aus Chelmsford entgegen. Am 22. Januar 1879 brach dieser auf, um die sich nähernden Zulu anzugreifen. Bei Isandhlwana ließ er einen Teil der III. Abteilung unter Henry Pulleine und die II. Abteilung unter Anthony Durnford zurück. Diese erlitten in der anschließenden Schlacht bei Isandhlwana eine katastrophale Niederlage. Lord Chelmsford hatte vor der Schlacht die Stärke der gegnerischen Truppen völlig falsch eingeschätzt. So standen die etwa 1.800 zurückgelassenen Soldaten einer mehr als zehnmal so starken Zulustreitmacht unter Ntshingwayo Khoza gegenüber. Bei Ausbruch der Schlacht gegen Mittag des 22. Januar befand sich Chelmsford mit dem Gros seiner Truppen zu weit entfernt, um eingreifen zu können. Den Schlachtenlärm interpretierte er fälschlicherweise als Schießübungen. Die regulären britischen Truppen konnten mit ihrem gezielten Feuer den Ansturm der Zulu eine Zeitlang abwehren, während die Hilfstruppen ohne Gewehre schnell die Flucht ergriffen. Die Briten, denen zudem die Munition ausging, zogen sich daraufhin in Richtung des Lagers zurück, wurden aber von den Zulu teils überflügelt, teils eingeholt und im Handgemenge Speer gegen Bajonett niedergemacht. Über 1300 britische und assoziierte Soldaten wurden getötet. Rund 1.000 Zulukrieger dürften den Angriff mit ihrem Leben bezahlt haben, bis zu 2.000 weitere dürften verwundet worden sein. Bei seiner Rückkehr am Abend fand Chelmsford ein Leichenfeld vor.

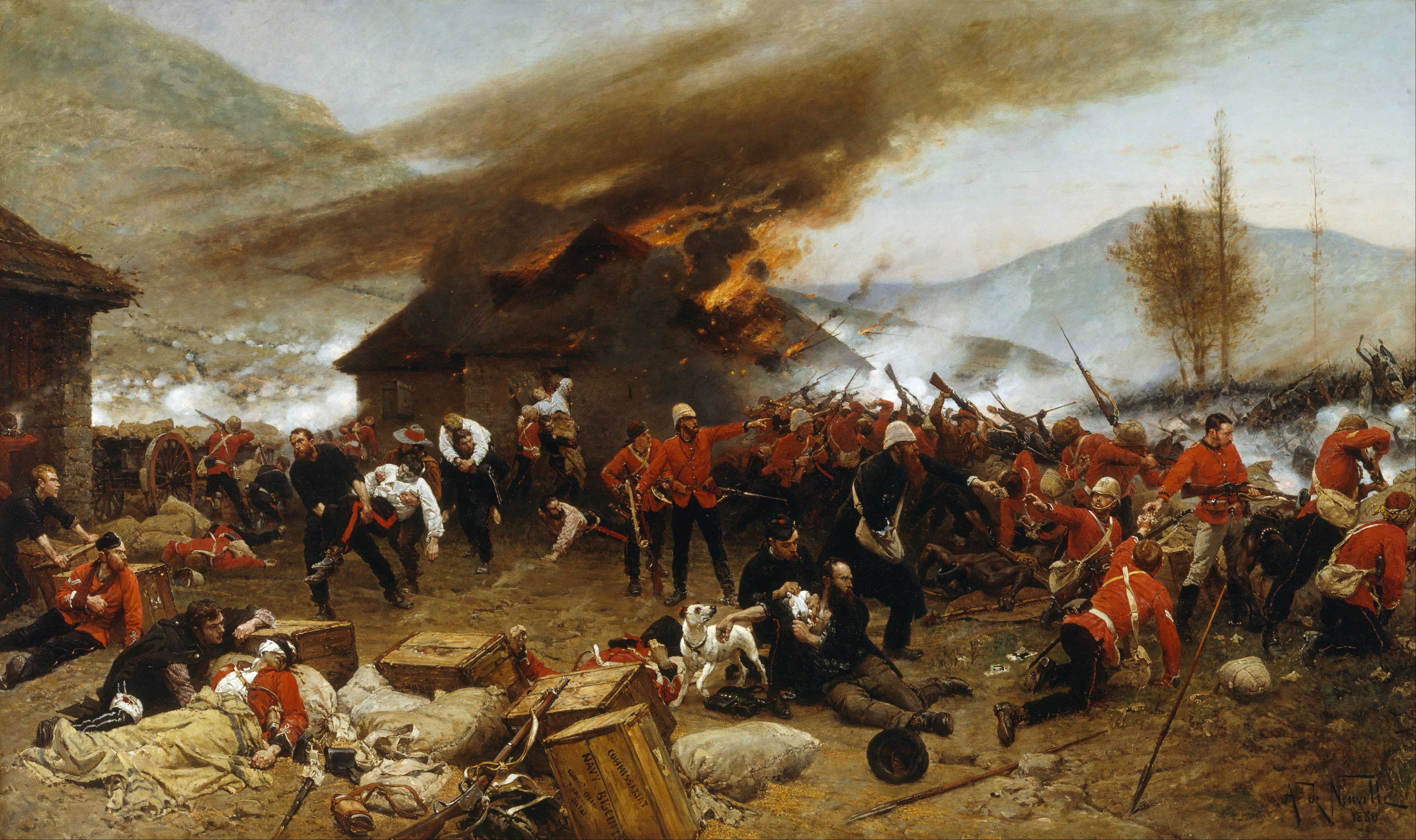
Alphonse de Neuville: Die Verteidigung von Rorke’s Drift

Am 22./23. Januar konnten – 15 km von Isandhlwana entfernt – bei Rorke’s Drift, einer Missionsstation und Furt über den Tugela, 139 Briten dem Angriff von ungefähr 4.000 Zulu des uNdi-Korps unter Prinz Dabulamanzi kaMpande standhalten. Das uNdi-Korps hatte bei Isandhlwana die Reserve der Zuluarmee gebildet und war dort nicht zum Einsatz gekommen. Die Briten wurden angeführt von den Leutnants Chard und Bromhead. Als sich am Morgen des 23. Januar Chelmsford mit dem Rest seiner Truppen näherte, zogen sich die Zulu, die zudem schwere Verluste erlitten hatten, nach zehnstündigem Kampf zurück. Die britischen Verluste betrugen 17 Tote und 10 Verwundete. Die Zulu hatten bis zu 1.000 Mann an Toten und Verletzten verloren. Für Rorke’s Drift wurden 11 Soldaten mit dem Victoriakreuz ausgezeichnet. Dies ist die größte Anzahl von Victoriakreuzen, die je für ein Gefecht verliehen wurde.
Die Nachricht von der Niederlage bei Isandhlwana verbreitete sich sehr schnell unter den weißen Siedlern. Sie bildeten Verteidigungslager oder begaben sich an sicherere Orte wie Pietermaritzburg oder Durban. Die Briten befürchteten eine Invasion Natals. Aber die Zuluarmee, die an zwei Tagen bis zu 4.000 Mann an Toten und Verwundeten verloren hatte, war zu geschwächt, um ihren Sieg ausnutzen zu können.

### Stillstand der Invasion
Nach dem Desaster von Isandhlwana war Glynns Kolonne faktisch nicht mehr einsatzfähig. Um Natal gegen Übergriffe der Zulu zu sichern, legte sie bei Rorke’s Drift eine befestigte Stellung an und blieb zunächst dort. Chelmsford erteilte Order an Woods und Pearsons Kolonnen, nach eigenem Gutdünken zu verfahren, sich dabei jedoch keineswegs in Gefahr zu begeben.
Woods IV. Abteilung war bereits von Nordwesten her nach Zululand eingedrungen. Durch den Rückzug der III. Abteilung hatte seine rechte Flanke jetzt keine Deckung mehr. Wood beschloss daher, zu bleiben, wo er war, und legte bei Kambula unweit der Grenze zum Transvaal befestigte Stellungen an.
Die I. Abteilung unter Pearson wurde auf ihrem Weg nach Eshowe am 22. Januar am Nyezane-Fluss von einer 6.000 Mann starken Zuluarmee angegriffen. Pearson konnte den Angriff nach 1,5-stündigem Kampf zurückschlagen und verlor 10 Soldaten, außerdem gab es 16 Verwundete auf Seiten der Briten. Am nächsten Tag erreichte er Eshowe und befestigte die Missionsstation. Chelmsford stellte es ihm frei, sich auf den Tugela zurückzuziehen oder Eshowe zu halten, da an ein weiteres Vorrücken auf Ulundi nicht zu denken sei. Pearson entschied sich für letzteres und wurde dort von den Zulu eingeschlossen. Die Belagerung von Eshowe sollte bis zum 3. April andauern.

### Politische Folgen

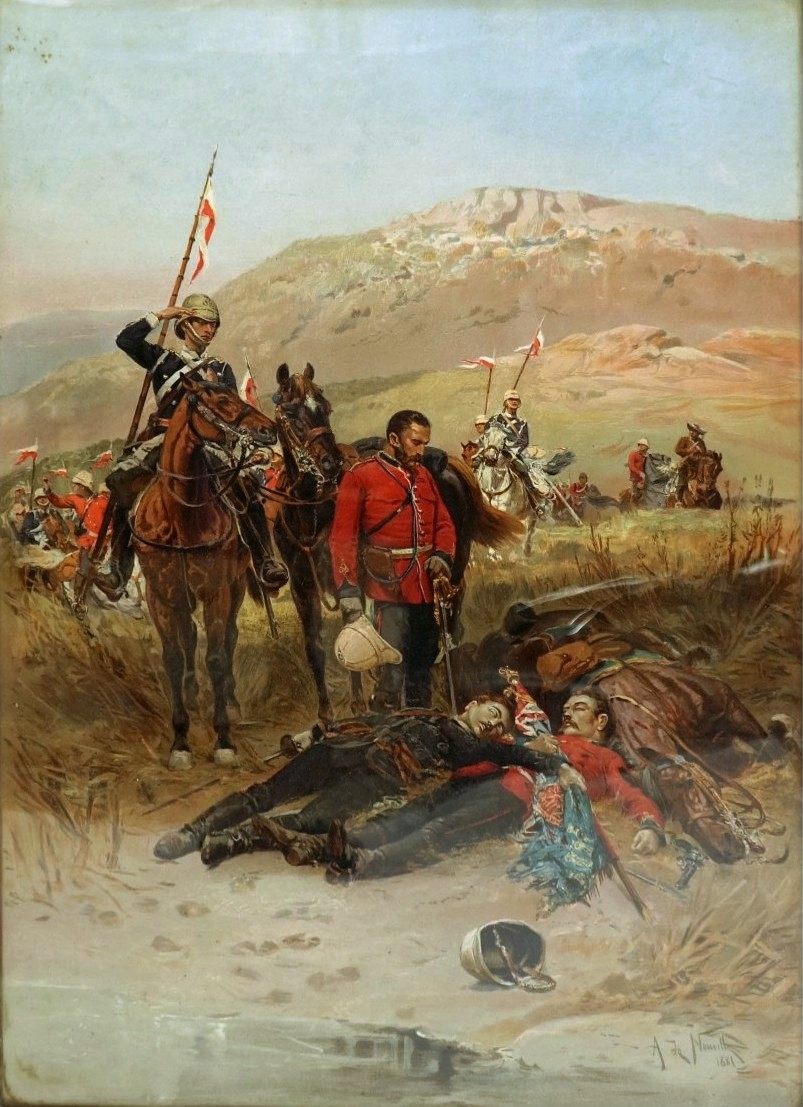
Alphonse de Neuville: 'Last Sleep of the Brave' – Patrouille der 17th Lancers findet auf dem Schlachtfeld von Isandlwana die Leichen zweier Offiziere mit der Fahne des 24th Regiment

Die Niederlage von Isandhlwana weckte das öffentliche Interesse am Zulukrieg. In Großbritannien kam es zu einer Kriegseuphorie (Jingoismus), die Rache für die erlittene Schmach forderte.
Die Haltung der Regierung zum Krieg war allerdings zwiespältig. Einerseits war die Regierung von vornherein gegen den Krieg eingestellt gewesen und sah sich jetzt von Frere und Chelmsford vor vollendete Tatsachen gestellt. So untersagte Hicks Beach Frere auch weiterhin eine Annexion von Zululand und forderte sie nochmals auf, einen Verhandlungsfrieden zu erreichen. Cetshwayo hatte in der Zwischenzeit bereits ein Verhandlungsangebot gemacht, welches jedoch von Frere und Chelmsford ignoriert wurde. Dabei kamen den beiden wiederum die langen Kommunikationswege ins Mutterland zugute. Innerhalb des Militärs, vor allem unter den Horse Guards, wuchs die Kritik an Chelmsfords Führung und er wurde zunehmend für die Niederlage von Isandhlwana verantwortlich gemacht. Zudem wurde die inflationäre Verleihung des Victoriakreuzes bemängelt, von der angenommen wurde, dass sie die militärischen Pannen kaschieren sollte. Zum Vergleich: Im Zulukrieg wurden 23 Victoriakreuze verliehen, in der Luftschlacht um England und am D-Day nur jeweils eines.
Auf der anderen Seite musste das britische Empire seinen Ruf verteidigen. Alles andere als ein klarer Sieg über die Zulu wäre ein Signal an die Kolonien gewesen, dass das Empire nicht unverwundbar sei und ein Sieg über die britische Armee Einfluss auf die gesamte Kolonialpolitik haben könne. Waren bisher die ungerechtfertigten Kosten ein wichtiger Grund zur Ablehnung des Krieges gewesen, so setzte sich jetzt die Überzeugung durch, dass die Ausgaben zur Unterwerfung der Zulu sich auf lange Sicht amortisieren würden, da dies weiteren Aufständen vorbeugen würde. Im Endeffekt schickte die britische Regierung sogar mehr Verstärkungen als zuvor von Chelmsford angefordert.

### Hlobane und Kambula

Zulu in der Schlacht von Kambula

Chelmsford plante unterdessen, die Belagerung von Eshowe aufzuheben. Bereits am 17. März forderte er Wood daher auf, wenn möglich, mit einer Offensive zu beginnen. Sie sollte so terminiert werden, dass die Nachricht vom britischen Angriff um den 29. März herum die Zulu bei Eshowe erreichte. Ziel war, die Hauptarmee der Zulu auf Wood zu lenken und so den Druck auf die Befreiungsexpedition für Eshowe zu verringern. Wood plante daraufhin für den 28. März einen Angriff auf das von 1.000 bis 4.000 abaQulusi-Zulu gehaltene Bergplateau von Hlobane. Cetshwayo hatte, ernüchtert vom Scheitern seiner Verhandlungsbemühungen, am 22. März seine Hauptarmee in Ulundi mobilisiert. Nominell wurden die 20.000 Mann von Cetshwayos Premierminister Häuptling Mnyamana befehligt, die taktische Kontrolle hatte jedoch nach wie vor Ntshingwayo Khoza. Die Armee verließ am 24. März Ulundi und schloss sich – sehr zum Nachteil der Briten – am 28. März mit den Zulu bei Hlobane zusammen. Am selben Tag kam es so bei Hlobane zum Gefecht zwischen Woods Kavallerie unter Buller und Lt. Colonel Cecil Russel, insgesamt rund 1.300 Mann, und der Hauptarmee der Zulu. In dieser Schlacht von Hlobane waren die Zulu siegreich. Die Briten, von der Ankunft der Zulu-Hauptarmee überrascht und durch steiniges Gelände behindert, verloren fast ein Viertel ihrer eingesetzten Truppen. Am nächsten Tag griff die Zuluarmee Woods befestigte Stellung bei Kambula an. Durch das Gefecht bei Hlobane war Woods allerdings bereits über die Stärke der Zulu im Bilde und hatte außerdem einen zusätzlichen Tag für die Verstärkung seiner Befestigungen gewonnen.
Am 29. März standen in der Schlacht von Kambula 25.000 Zulu, darunter viele Krieger, die bereits bei Isandhlwana gekämpft hatten, 2.000 Briten gegenüber. Die Schlacht begann am frühen Nachmittag und endete mit einem Sieg der Briten. Die Zulu griffen in mehreren erfolglosen Wellen bis ca. 17:00 Uhr an. Dann begann Wood mit dem Gegenangriff. Die Niederlage bei Kambula stellte einen Wendepunkt des Zulukrieges dar. Die Moral der Sieger von Isandhlwana wurde deutlich geschwächt und die der Briten wiederhergestellt. Außerdem lösten sich viele Regimenter nach der Schlacht auf und die Krieger kehrten in ihre Dörfer zurück. Nur ein kleiner Teil der Armee kehrte mit Mnyamana nach Ulundi zurück.
Chelmsfords Befreiungsexpedition, die ebenfalls am 29. März von der Lower Drift aufgebrochen war, konnte am 2. April ein Zulukontingent bei KwaGingindlovu schlagen. Die Zulu verloren dabei ca. 1.000 Mann, die Briten beklagten lediglich 13 Tote und 48 Verwundete. Am nächsten Tag konnte Chelmsford die eingeschlossenen Truppen von Eshowe entsetzen.

### Chelmsfords Ablösung

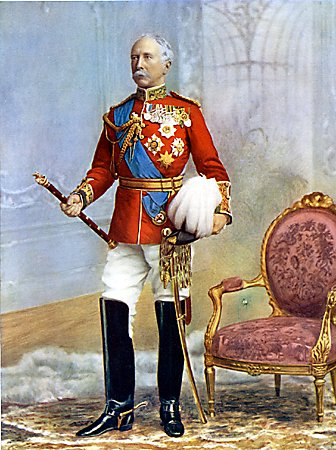
General Wolseley

Als Konsequenz der Niederlage von Isandhlwana und der wachsenden Kritik des Militärs an Chelmsford wurde dieser am 22. Mai durch Generalleutnant Garnet Joseph Wolseley als Oberbefehlshaber in Südafrika ersetzt. Wolseley hatte bereits in den vorhergehenden Kolonialkriegen erfolgreich gekämpft und war zu dieser Zeit Hochkommissar des gerade vom Osmanischen Reich erworbenen Zypern. Außerdem war er bereits 1875 Gouverneur von Natal gewesen. Hicks-Beach erteilte ihm für sein neues Kommando die volle Autorität, eine befriedigende Lösung (a satisfactory peace) auszuhandeln. Dies beinhaltete nicht notwendigerweise einen militärischen Sieg. Wolesleys einzige Vorgaben dabei waren die Zeit – möglichst schnell – und das Verbot einer Annexion von Zululand. Freres Plan einer Konföderation wäre damit hinfällig geworden. Wolesley verließ das Vereinigte Königreich am 30. Mai, doch es sollte noch drei Wochen dauern, bis er Südafrika erreichte.

## Der 2. Feldzug (Mai bis Juli 1879)
Im Frühsommer waren Verstärkungen aus dem gesamten Empire in Südafrika eingetroffen und Lord Chelmsford begann, seine Truppen umzustrukturieren. Er kehrte zu seiner ursprünglichen Taktik, mehrere Abteilungen gleichzeitig in Zululand eindringen zu lassen, zurück. Diesmal sollte der Angriff allerdings mit deutlich stärkeren Kolonnen erfolgen.
- Britische Armee (Generalleutnant Lord Chelmsford)
  - 1. Division (Generalmajor Henry Hope Crealock)
    - 1. Brigade (Oberst Pearson)
    - 2. Brigade (Oberst Clarke)

  - 2. Division (Generalmajor Edward Newdigate)
    - 1. Brigade (Oberst Collingwood)
    - 2. Brigade (Oberst Glyn)
    - Kavallerie-Brigade (Generalmajor Marshall)

  - Fliegendes Korps (Brigadegeneral Wood)

Die 1. Division unter Crealock bewegte sich entlang der Küste vor. Sie sollte die 2. Division und Woods Fliegendes Korps unterstützen, welche unter Newdigate von Rorke’s Drift und Kambula aus auf Ulundi marschierten. Als Belohnung für seine guten Leistungen behielt Wood sein unabhängiges Kommando.
Chelmsford hatte am 17. Juni von seiner Ablösung durch Wolseley erfahren und sah die einzige Möglichkeit, seinen militärischen Ruf und seine Karriere zu retten, darin, der Regierung in London einen Fait accompli zu präsentieren. Er versuchte daher, den Feldzug noch vor Eintreffen seines Nachfolgers mit einer Entscheidungsschlacht zu beenden. Am 17. April verlegte er sein Hauptquartier von Durban nach Pietermaritzburg, am 8. Mai nach Utrecht.

Angriff der 17. Lancers bei Ulundi

Der Beginn der britischen Offensive wurde vom Tod des Prinzen Napoléon Eugène Louis Bonaparte, der bei einem Erkundungsritt am 1. Juni fiel, überschattet. Ungeachtet dessen führten die Briten ihre Offensive in Richtung der Hauptstadt der Zulu, Ulundi, fort, die sie Ende Juni erreichten. Währenddessen schickten die Briten Kuriere mit einem Friedensangebot an Cetshwayo, welches allerdings genauso unannehmbar für den Zulukönig war wie das erste Ultimatum. Auch Cetshwayo bat um Verhandlungen, was jedoch von den Briten ignoriert wurde.
Als Wolesley schließlich Crealocks Hauptquartier erreichte, standen die 2. Division und Wood Korps, 5.317 Mann unterstützt durch Artillerie und Gatling-Maschinengewehre, bereits vor Ulundi. Am 4. Juli standen sie in der Schlacht bei Ulundi 12.000–20.000 Zulu gegenüber. Die Briten hatten sich, wie schon in den Gefechten von Kambula und KwaGingindlovu, auf die Kampftaktik der Zuluarmee eingestellt. Die britischen Truppen bildeten ein Karree aus zwei Reihen Infanterie, innerhalb dessen die Kavallerie und die einheimischen Hilfstruppen warteten. Das Karree bewegte sich jetzt auf Ulundi zu und erwartete den Angriff der Zulu, der um 9:00 Uhr morgens erfolgte. Nachdem die Infanterie die Angriffswelle der Zulu durch konzentriertes Gewehrfeuer zum Stillstand gebracht hatte, griff die Kavallerie aus dem Karree heraus an und brach die Formationen der ohnehin schon demoralisierten Zulu auf. Die Schlacht endete nach zwei Stunden mit einem entscheidenden Sieg der Briten, die lediglich 12 Tote und 70 Verwundete zu beklagen hatten. Die Verluste der Zulu beliefen sich dagegen auf ca. 1.500 Mann. Das schon vor der Schlacht von den Zulu geräumte Ulundi wurde niedergebrannt.

## Das Ende des Krieges
Am 17. Juli übernahm Wolesley das Kommando von Chelmsford. Chelmsford, Buller und Wood kehrten daraufhin nach Großbritannien zurück. Cetshwayo, der selbst nicht an der Schlacht von Ulundi teilgenommen hatte, war nach Norden geflohen und die Zuluarmee hatte sich aufgelöst.
Wolesley hielt es für die zukünftige Sicherheit des Natal für absolut notwendig, Zululand in selbstverwaltete Distrikte aufzuteilen. Wie viele Distrikte und wer sie regieren sollte, hatte er zunächst offengelassen. Fest stand lediglich, dass der größte und wichtigste entlang der Nordgrenze des Natal liegen und von John Dunn regiert werden sollte. Dunn, ein Siedler und Jäger aus der Kapprovinz, hatte schon lange in Zululand gelebt und sprach fließend Zulu. Er war vor dem Krieg Berater von Cetshwayo gewesen und hatte während des Krieges den Briten als Kundschafter gedient.
Da Wolesley keinen militärischen Widerstand mehr erwartete, begann er, Chelmsfords große Armee aufzubrechen, indem er einige Regimenter heimsandte. I shall thus, schrieb er, get rid of useless Generals and reduce expenditure. Den noch verbliebenen Widerstand in Zululand wollte er durch kleine, mobile Kolonnen und mit Hilfe befreundeter Zulu und Swasi brechen.
Am 17. August unterwarfen sich die Häuptlinge der Küstenregion den Briten, die meisten Häuptlinge des Nordens folgten ihnen Ende August. Wolesley gestand ihnen „unabhängige und souveräne“ Macht über ihre Distrikte zu. Die Häuptlinge zeigten sich hocherfreut.
Am 28. August wurde Cetshwayo von einer britischen Patrouille gefangen genommen und nach Kapstadt gebracht, wo er bis 1881 in Kriegsgefangenschaft verblieb. Der verbliebene Widerstand der Zulu brach daraufhin zusammen. Am 1. September gab Wolesley die Details der Aufteilung Zululands bekannt: Zululand wurde in 13 eigenständige Distrikte oder Königreiche (chiefdoms) unter einem britischen Residenten aufgeteilt. Den größten und strategisch wichtigsten Distrikt bekam Dunn. Die zuvor umstrittenen Gebiete (disputed territory) fielen an Transvaal.

## Nachwirkungen

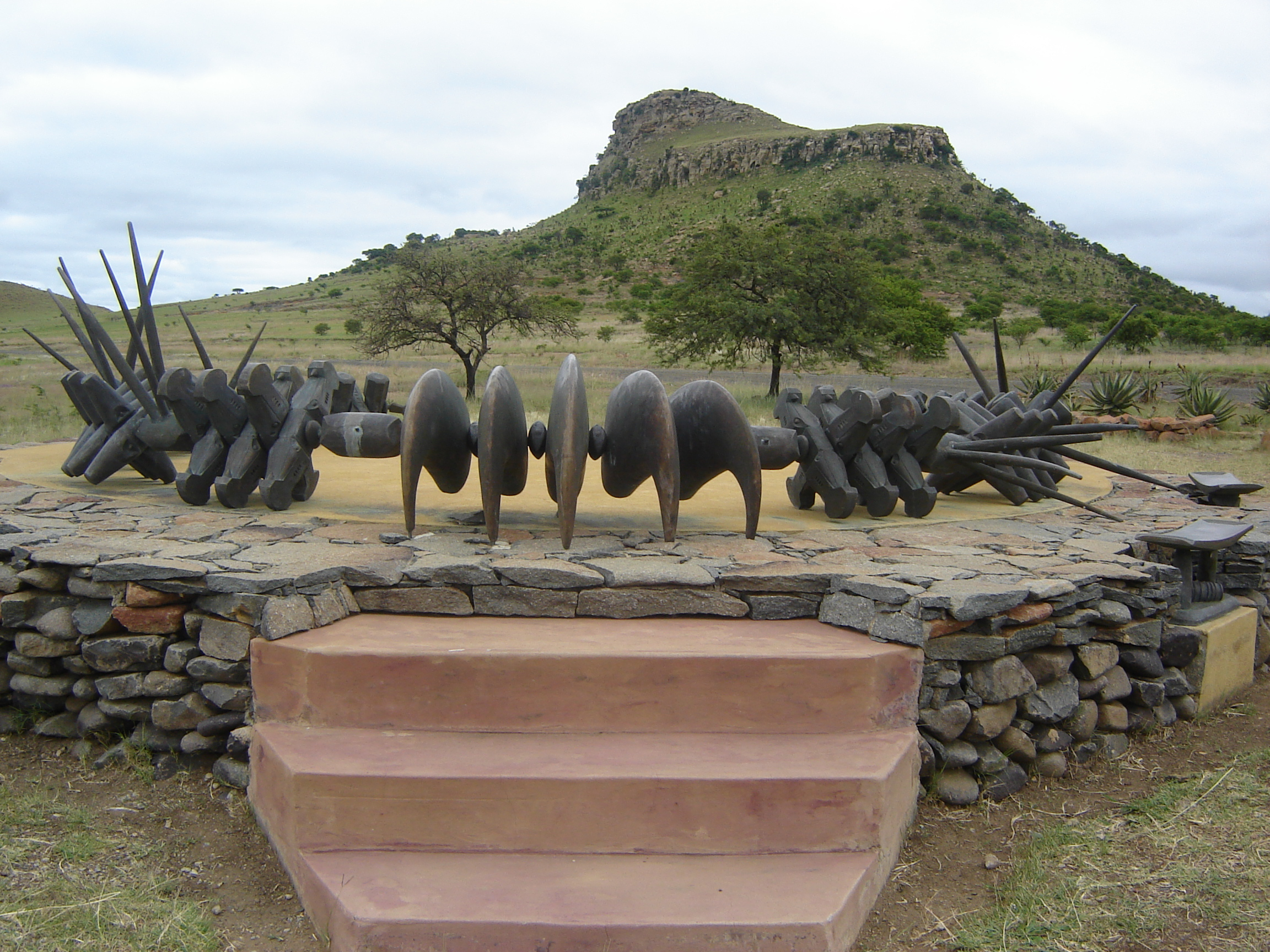
Monument in Isandhlwana

Wolesleys Entscheidungen basierten auf strategischen Überlegungen: Um die benachbarten britischen Territorien zu sichern und den Wiederaufstieg des Zulu-Königtums zu verhindern, wurden Grenz- und Küstendistrikte Häuptlingen zugesprochen, die entweder die Briten im Krieg unterstützt hatten, sich autonom gegenüber Cetshwayos Königtum zeigten oder sich früh genug ergaben, um das Vertrauen der Briten (und das Misstrauen der Zulu) zu gewinnen. Dies ähnelte sehr stark der Praxis in Britisch-Indien, bei der britenfreundliche einheimische Herrscher von Grenzgebieten von britischen Residenten überwacht wurden.
Nach 1879 kam es zwischen den einzelnen chiefdoms jedoch immer wieder zu bürgerkriegsähnlichen Konflikten, zu deren Lösung die Häuptlinge immer häufiger die Buren des Transvaal heranzogen. 1884 trat Cetshwayos Sohn Dinuzulu den Buren für ihre Hilfe bei der Niederschlagung eines dieser Aufstände mehr als eine Million Hektar Land ab. Die britische Regierung, besorgt über die Ausbreitung der Buren zum Meer hin, erkannte daraufhin 1886 die Südafrikanische Republik (ZAR) unter der Bedingung, dass sie sich aus dem Zulugebiet zurückzöge, offiziell an. Zu dieser Zeit hatte Zululand bereits zwei Drittel seines Territoriums an Transvaal verloren.
Im Dezember 1897 wurde Zululand schließlich von Natal annektiert. Die Native Administration von Natal wurde jetzt auch auf die Zulu ausgedehnt, wobei zwei Fünftel des Landes an weiße Siedler aufgeteilt wurde; in den restlichen drei Fünfteln wurden Zulu-„Reservate“ eingerichtet.
Auch heute noch wirkt der Zulukrieg nach. Mangosuthu Buthelezi, Innenminister der ersten Nach-Apartheidsregierung Südafrikas und Vorsitzender der Inkatha Freedom Party, ist überzeugt, dass sich Zululand ohne die britische Aggression zu einem souveränen Staat wie Lesotho oder Swasiland hätte entwickeln können. Das Zulu-Königtum in der Provinz KwaZulu-Natal ist in der Verfassung der Republik Südafrika verankert.

## Der Zulukrieg im Film
- Die Ereignisse während der Kämpfe um Rorke’s Drift wurden 1964 in dem Streifen Zulu mit Michael Caine verfilmt.
- In Die letzte Offensive (engl. Zulu Dawn) von 1979 mit Peter O’Toole und Burt Lancaster werden vor allem die Ereignisse der Schlacht bei Isandhlwana dargestellt.
- Eine Szene des Films Der Sinn des Lebens der britischen Komikergruppe Monty Python von 1983 handelt im Zulukrieg.

## Zeittafel
- Dezember 1878.
  - 11. Dezember Übergabe des britischen Ultimatums

- Januar 1879.
  - 11. Januar Einmarsch der Briten ins Zululand
  - 22. Januar Schlacht bei Isandhlwana
  - 22. Januar Schlacht am Nyezane River
  - 22./23. Januar Schlacht um Rorke’s Drift

- März 1879.
  - 12. März Gefecht am Ntombe River
  - 28. März Schlacht von Hlobane
  - 29. März Schlacht von Kambula

- April 1879.
  - 2. April Schlacht bei Gingindlovu

- Juni 1879.
  - 1. Juni Tod von Prinz Napoléon Eugène Louis Bonaparte

- Juli 1879.
  - 4. Juli Schlacht bei Ulundi

- August 1879.
  - 28. August Gefangennahme von König Cetshwayo